# Unerlaubter Umgang mit gefährlichen Hunden
Der  Straftatbestand Unerlaubter Umgang mit gefährlichen Hunden, 2001 ins deutsche Strafgesetzbuch aufgenommen, wurde 2004 vom Bundesverfassungsgericht für verfassungswidrig erklärt.

## Gesetzestext
§ 143 Unerlaubter Umgang mit gefährlichen Hunden
(2) Ebenso wird bestraft, wer ohne die erforderliche Genehmigung oder entgegen einer vollziehbaren Untersagung einen gefährlichen Hund hält.

## Geschichte
Diese Vorschrift wurde in das Strafgesetzbuch durch das Gesetz zur Bekämpfung gefährlicher Hunde vom 12. April 2001  eingefügt, nachdem am 26. Juni 2000 in Hamburg-Wilhelmsburg auf einem Schulhof der sechsjährige Volkan Kaya von zwei Mischlingen der Rassen Bullterrier, Pitbull- und American Staffordshire Terrier getötet worden war.
Auf mehrere Verfassungsbeschwerden hin erklärte das Bundesverfassungsgericht (1 BvR 1778/01) mit Urteil vom 16. März 2004  § 143 Abs. 1 StGB für unvereinbar mit Art. 12 Abs. 1  (Berufsfreiheit) und Art. 14 Abs. 1 (Eigentumsgarantie) des Grundgesetzes und daher nichtig. Dem Bund komme für die Strafvorschrift keine Gesetzgebungskompetenz nach Art. 72 Abs. 2 des Grundgesetzes zu.
Verurteilungen nach § 143 StGB waren bis dahin noch nicht erfolgt.
Durch das Erste Gesetz über die Bereinigung von Bundesrecht im Zuständigkeitsbereich des Bundesministeriums der Justiz vom 19. April 2006 wurden auch die vor dem Verfassungsgericht nicht beanstandeten Absätze 2 und 3 des § 143 StGB zum 25. April 2006 aufgehoben.
Seit der Neufassung von Art. 72 Abs. 2 des Grundgesetzes im Rahmen der Föderalismusreform 2006, die die Gesetzgebungskompetenz des Bundes und der Länder neu ordnete, könnte ein Bundesgesetz mit dem Inhalt des § 143 StGB nicht mehr wegen fehlender Gesetzgebungskompetenz verworfen werden.